# Sam Lavagnino
Sam Lavagnino (Tredyffrin Township, Pennsylvania , 2006. június 29. –) amerikai színész, szinkronszínész.
Legismertebb alakítása Catbug a 2013 és 2018 között futó Bravest Warriors című sorozatban. A Kutyapajtik című sorozatban is szerepelt.

## Élete és pályafutása
Édesanyja Hope Levy szinkronszínésznő, édesapja Tom Lavagnino forgatókönyvíró. 14 hónaposan a Time magazin címlapján szerepelt Albert Einsteinnek beöltözve. Első hangszerepe Catbug volt a Bravest Warriors című sorozatban. Hétévesen részt vett a 2013-as Comic-Conon. Majd 2014-ben is. Szinkronizált a Doboztrollok című filmben.

## Filmográfia

### Film
| Év   | Magyar cím                                   | Eredeti cím                        | Szerep               | Magyar hang     |
| ---- | -------------------------------------------- | ---------------------------------- | -------------------- | --------------- |
| 2020 | Medvetesók: A film                           | We Bare Bears: The Movie           | Grizz fiatalon       | Sándor Barnabás |
| 2018 | A Grincs                                     | The Grinch                         | Ozzy (hang)          | Kretz Boldizsár |
| 2015 | Büszke Birtok oroszlán őrsége: Kion üvöltése | The Lion Guard: Return of the Roar | Fiatak víziló (hang) |                 |
| 2014 | Doboztrollok                                 | The Boxtrolls                      | további hang         |                 |

### Televízió
| Év        | Magyar cím      | Eredeti cím                       | Szerep              | Megjegyzések                                    |
| --------- | --------------- | --------------------------------- | ------------------- | ----------------------------------------------- |
| 2019–     | Sárkánylovasok  | DreamWorks Dragons: Rescue Riders | Finngard (hang)     | mellékszereplő                                  |
| 2018–     | Bűbájtábor      | Summer Camp Island                | Pepi (hang)         | mellékszereplő magyar hangja Berecz Kristóf Uwe |
| 2017–2020 | Kutyapajtik     | Puppy Dog Pals                    | Rolly (hang)        | főszereplő magyar hangja Vida Bálint            |
| 2015–2018 | Miles a jövőből | Miles from Tomorrowland           | Blodger (hang)      | mellékszereplő                                  |
| 2014–2019 | Medvetesók      | We Bare Bears                     | fiatal Grizz (hang) | mellékszereplő magyar hangja Gergely Attila     |
| 2014      | A 7T            | The 7D                            | Eenie (hang)        | 1 epizód: Új cipő                               |
| 2014      | Sanjay és Craig | Sanjay and Craig                  | Munchie (hang)      | 1 epizód: Íz Kvíz                               |
| 2013–2018 |                 | Bravest Warriors                  | Catbug (hang)       | főszereplő                                      |